# Duratività
In linguistica, la duratività è un tratto aspettuale e azionale, utile per descrivere il differente uso del verbo in relazione all'aspetto e all'azionalità.
Mentre il tempo colloca l'azione o evento descritto dal parlante nell'asse temporale, ponendolo in rapporto al momento dell'enunciazione o ad altro istante, l'analisi dell'eventuale duratività di un verbo implica l'osservazione dell'azione dal suo interno e secondo un determinato punto di vista selezionato dal parlante.
La duratività si oppone alla puntualità, che caratterizza un'azione o un evento senza sviluppo interno. Graficamente, l'azione o evento durativo è descritto da una linea, mentre l'azione o evento puntuale da un punto.
Come per altre categorie descrittive relative all'aspetto verbale, la duratività può essere espressa lessicalmente o grammaticalmente. Nel primo caso, esisteranno in una data lingua verbi deputati ad esprimere azioni che durano nel tempo. Nel secondo caso, si farà invece ricorso a morfemi dedicati alla stessa funzione.

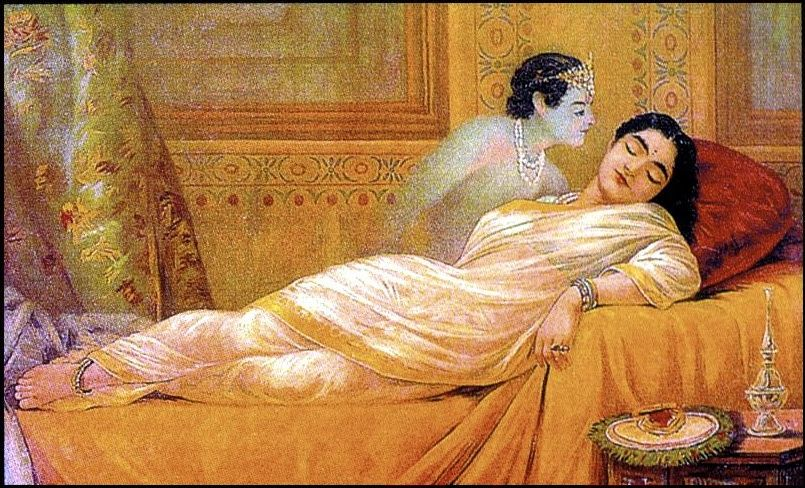
Dormire è un verbo durativo (Il sogno di Usha, oleografia di Raja Ravi Varma)

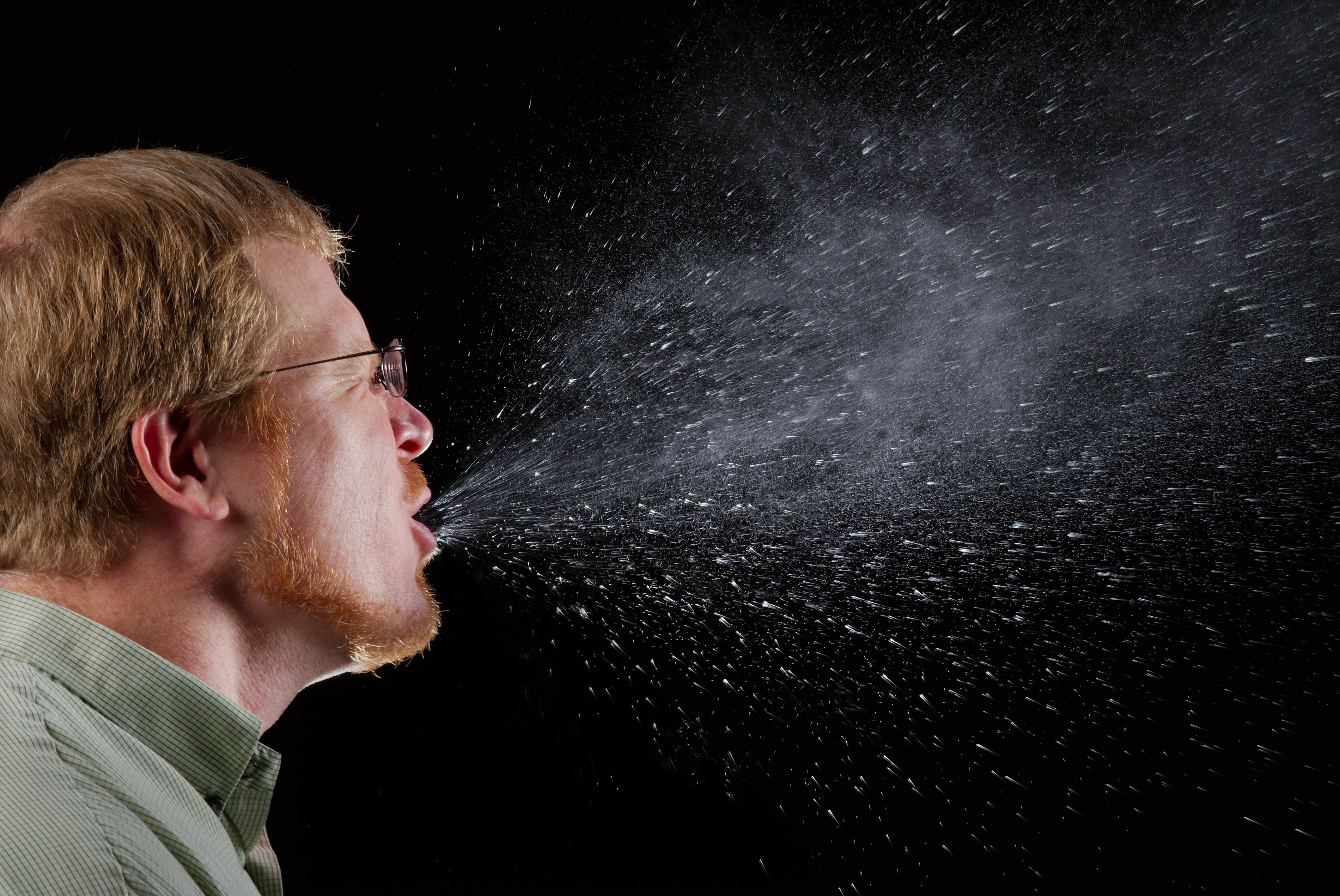
Starnutire è un verbo puntuale

L'italiano offre esempi del primo caso, con l'opposizione di verbi come vedere e guardare: mentre vedere coglie dell'evento solo il momento iniziale, guardare ritrae l'azione dal suo interno e nel suo svolgimento. Analoga opposizione sussiste tra addormentarsi (puntuale) e dormire (durativo). Per molti verbi durativi, l'italiano ricorre alla perifrasi essere+aggettivo, di modo che si hanno le opposizioni calmarsi (ingressivo) vs. essere calmo (durativo) o arrossire vs. essere rosso. Il verbo essere, che dal punto di vista azionale è intrinsecamente stativo, risulta particolarmente adatto a descrivere un'azione in termini di durata.
Gli eventi ingressivi sono compatibili con l'aspetto progressivo (mi sto calmando); non così le perifrasi con essere (*Sto essendo calmo). Duratività e progressività, spesso confuse nella manualistica, vanno quindi distinte. L'aspetto progressivo è infatti intrinsecamente non stativo, mentre è compatibile con i verbi di attività (o "continuativi") e i verbi di compimento (o "risultativi"), cioè quei verbi che, dal punto di vista azionale, descrivono processi che si svolgono nel tempo (rispettivamente in assenza o in presenza di un telos o scopo). In italiano, i verbi durativi non formati perifrasticamente (siano essi stativi o meno) ammettono la forma progressiva (sto dormendo, sto giacendo ecc.), il che indica che progressività e duratività, se non sovrapponibili, sono però semanticamente associabili.
Nel greco antico, duratività e puntalità sono espresse grammaticalmente. L'aoristo descrive l'azione in termini puntuali e l'imperfetto in termini durativi e continui. In latino, questa opposizione aspettuale è espressa lessicalmente da coppie verbali come rubeo ('sono rosso') e (e)rubesco ('arrossisco') o palleo ('sono pallido') e pallesco ('impallidisco'). Il suffisso -sco attribuisce all'azione durativa e continua descritta dal verbo in -eo un carattere ingressivo (vedi Verbi incoativi).